# Еуреліюс Жукаускас
Еуреліюс Жукаускас (22 серпня 1973) — литовський баскетболіст.
Бронзовий призер Олімпійських Ігор 1996, 2000 років, учасник 2004 року.
Чемпіон Європи 2003 року.